# Bitwa pod Ulundi
Bitwa pod Ulundi – starcie zbrojne, które miało miejsce 4 lipca 1879 roku w trakcie wojny Brytyjczyków z Zulusami w Południowej Afryce. Była to decydująca bitwa tej wojny, która przyczyniła się do upadku państwa Zulusów.

## Wstęp
Po zwycięskiej bitwie pod Kambulą lord Chelmsford rozpoczął latem 1879 roku reorganizację armii brytyjskiej. Do Południowej Afryki wysłano liczne oddziały wojsk z niemalże całego terytorium Imperium Brytyjskiego. Chelmsforda, na skutek błędów, które doprowadziły do klęski pod Isandlwaną, miał zastąpić na stanowisku głównodowodzącego generał Garnet Wolseley. W tej sytuacji Chelmsford od razu zajął się przygotowywaniem decydującej kampanii.

### Armia Zulusów
Armia króla Cetshwayo liczyła 20 tysięcy wojowników. Podzielona była na liczące 1500 ludzi regimenty (ambabutho). Każda samodzielna grupa wojowników niezależnie od jej liczebności nazywana była impi. Zulusi stosowali w walce klasyczną, wprowadzoną jeszcze przez króla Czakę taktykę. Impi podzielone były na 4 grupy, utrzymujące podczas bitwy odpowiedni szyk przypominający głowę byka. Najsilniejsza militarnie grupa znajdująca się pośrodku i tworząca klatkę piersiową (Isifuba) atakowała przeciwnika frontalnie. Druga i trzecia grupa tworzyły rogi (Izimpondo) i miały za zadanie obejście, oskrzydlenie, lub otoczenie przeciwnika i odcięcie jego dróg ucieczki. Ostatnia, czwarta grupa stanowiła odwód.
Zulusi uzbrojeni byli w wysokie tarcze sporządzone ze skóry cielęcej (isihlangu). Każda tarcza posiadała barwę, która świadczyła o jej przynależności do danego regimentu. Dodatkowo wojownicy posiadali długie włócznie wojenne (isijula), a część z nich broń palną zdobytą na Brytyjczykach.

## Bitwa
4 lipca 1879 roku, niemal w przeddzień przybycia sir Wolseleya, w pobliżu stolicy Zulusów Ulundi doszło do decydującego starcia. W bitwie wzięło udział 5317 Brytyjczyków. Brytyjczycy sformowali czworobok, który został zaatakowany przez Zulusów. Jednak już po pół godzinie atak Zulusów załamał się w ogniu brytyjskiej broni palnej i dział. Kontratak 17 Pułku Lansjerów odrzucił napastników z pola bitwy, po czym rozpoczął pościg. W trakcie bitwy Zulusi utracili 1500 ludzi, po stronie brytyjskiej było 12 zabitych i 70 rannych.

### Rezultat
Król Zulusów przeżył bitwę i zbiegł na północ, podczas gdy reszta ocalałych wojowników rozproszyła się w różnych kierunkach. Dwa tygodnie po zakończeniu bitwy Brytyjczycy poinformowali o upadku państwa Zulusów. Miesiąc później pojmany został Cetshwayo. Państwo Zulusów podzielone zostało na 13 odrębnych królestw.
Lord Chelmsford, zgodnie z poleceniem rządu brytyjskiego, został odwołany i 15 lipca oddał dowodzenie Wolesleyowi, ale zwycięstwo pod Ulundi zmazało jego przeszłe winy, co znalazło odbicie w odznaczeniu go w sierpniu Krzyżem Wielkim Orderu Łaźni (GCB).